# Unity (condado de Waldo)
Unity es un lugar designado por el censo ubicado en el condado de Waldo en el estado estadounidense de Maine. En el Censo de 2010 tenía una población de 469 habitantes y una densidad poblacional de 98,84 personas por km².

## Geografía
Unity se encuentra ubicado en las coordenadas 44°36′56″N 69°20′3″O / 44.61556, -69.33417. Según la Oficina del Censo de los Estados Unidos, Unity tiene una superficie total de 4.74 km², de la cual 4.74 km² corresponden a tierra firme y (0%) 0 km² es agua.

## Demografía
Según el censo de 2010, había 469 personas residiendo en Unity. La densidad de población era de 98,84 hab./km². De los 469 habitantes, Unity estaba compuesto por el 95.95% blancos, el 0.85% eran afroamericanos, el 0.43% eran amerindios, el 0% eran asiáticos, el 0% eran isleños del Pacífico, el 0.21% eran de otras razas y el 2.56% pertenecían a dos o más razas. Del total de la población el 1.92% eran hispanos o latinos de cualquier raza.